# Karolina Strzelczyk
Karolina Strzelczyk (z domu Wilk) (ur. 6 kwietnia 1993) – polska koszykarka grająca na pozycjach silnej skrzydłowej lub środkowej, obecnie zawodniczka DGT AZS Politechniki Gdańskiej.
W 2012 reprezentowała KS Basket 25 Bydgoszcz, podczas mistrzostw Polski U–20.

## Osiągnięcia
Stan na 3 września 2020.
Drużynowe
- 11. miejsce na Mistrzostwach Europy U-18 (2010)

- 6. miejsce na Mistrzostwach Europy U-18 (2011)[1]

- 10. miejsce na Mistrzostwach Europy U-20 (2012)

- 3. miejsce w BLK z ARTEGO Bydgoszcz (2014)
- 1. miejsce Mistrzostwa Polski U-22 z Szkoła Gortata Politechnika Gdańsk (2015)

- Awans do PLKK z Politechniką Gdańską (2018)[2]